# بين نجوين
بين نجوين (بالإنجليزية: Ben Nguyen)‏ هو لاعب تايكوندو أمريكي، ولد في 3 أغسطس 1988 في سو فولز في الولايات المتحدة.

## وصلات خارجية
- بين نجوين على موقع يو إف سي (الإنجليزية)
- بين نجوين على موقع شيردوغ (الإنجليزية)
- بين نجوين على موقع Tapology.com (الإنجليزية)
- بين نجوين على موقع IMDb (الإنجليزية)